# Contrada del Fieno
La Contrada del Fieno è stata una contrada di Milano appartenente al sestiere di Porta Romana.

## Confini

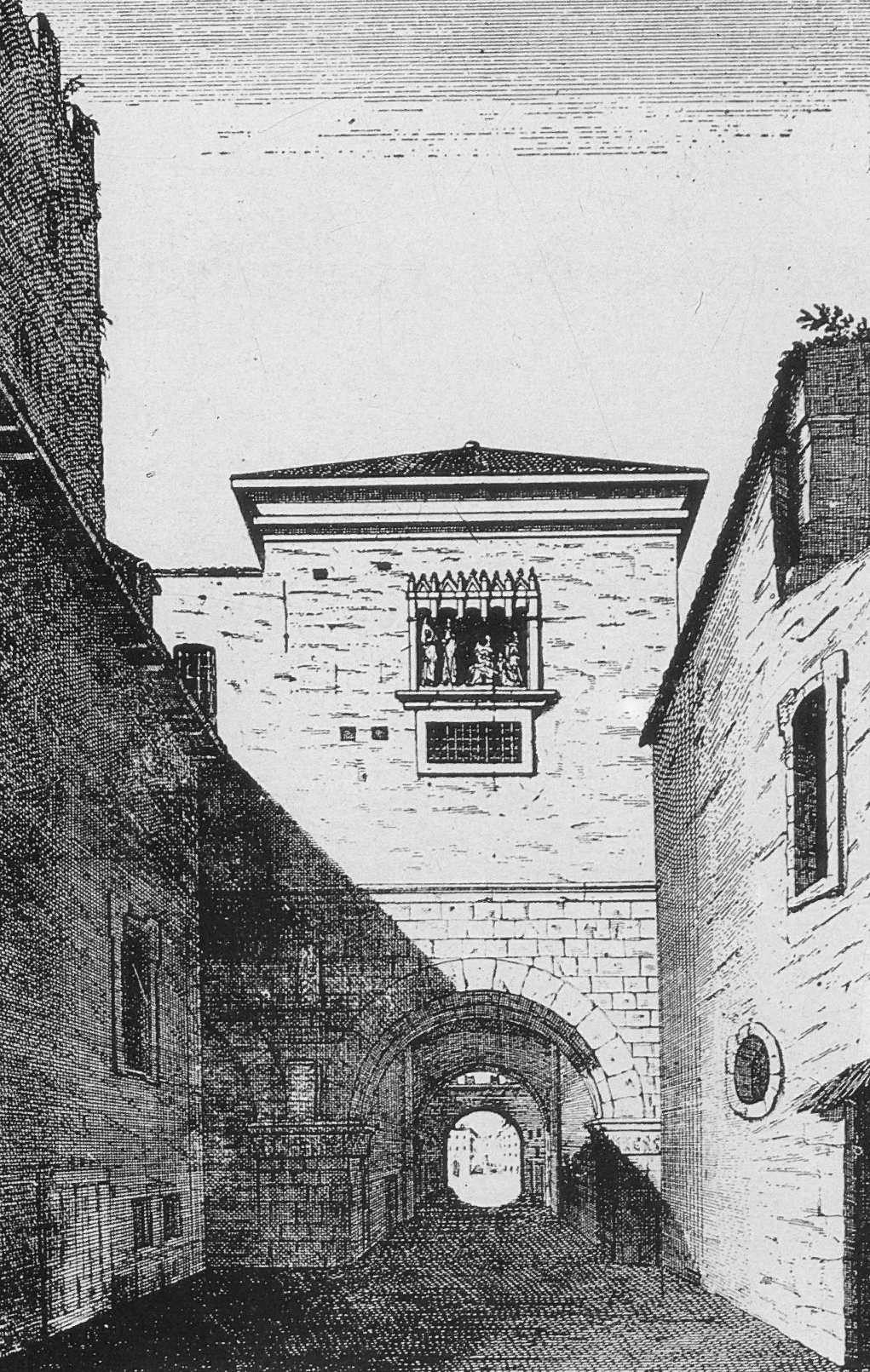
Porta Romana medievale

La contrada aveva come limite via dell'Unione, dove confinava con la Nobile Contrada della Cicogna, via Arcimboldi, dove confinava con la contrada del Falcone, fino all'incrocio tra via Arcimboldi e via Lupetta, dove confinava con il sestiere di Porta Ticinese fino a piazza Bertarelli, per poi proseguire lungo via della Maddalena, corso Roma e piazza Missori.

## Luoghi di culto
L'edificio religioso di riferimento per contrada era la chiesa di Sant'Alessandro in Zebedia, a cui era affiancata la chiesa di San Vittore a Porta Romana, chiamata anche chiesa di San Vittore ad Septaram o chiesa di San Vittore ad Crucetam.

## Storia
Era una contrada di piccole dimensioni e di alta densità abitativa per la cospicua presenza di commercianti e artigiani. La contrada ospitava quasi l'intero quartiere annonario del sestiere di Porta Romana, che era conosciuto come quartiere annonario di Sant'Ambrogio. La restante parte, che era di piccole dimensioni, era diviso tra le contrade della Cicogna e del Falcone.   
Anticamente nella contrada del Fieno era presente via Vittorello, in seguito inglobata da via Barellai, che un tempo era denominata via delle Verze. Parte di via Barellai ha origini romane: il suo tracciato ricalca una strada costruita in epoca imperiale, forse repubblicana, che costeggiava l'estensione massimiana delle mura romane di Milano. Anticamente la contrada ospitava il carcere Zebedeo, che erano le prigioni più importanti della Milano romana. Sempre ascrivibile a questa epoca storica era l'antico Praetorium, che si trovava annesso alle carceri.
Entro i confini della contrada era presente una torre, molto probabilmente appartenente al sistema difensivo di Porta Romana medievale, dove fu tenuto prigioniero, secondo la tradizione, san Vittore. Nella stessa torre si rifugiò temporaneamente sant'Ambrogio durante la sua fuga da Milano, avvenuta poco dopo alla sua elezione ad arcivescovo della città, per evitare di ricoprire tale carica, inizialmente non voluta. Nella stessa torre dimorò per un periodo anche l'arcivescovo Pietro Grossolano in uno dei suoi tentativi di riconquista del potere.